# Hội đồng Cách mạng Cuba
Hội đồng Cách mạng Cuba (tiếng Tây Ban Nha: Consejo Revolucionario Cubano, viết tắt CRC) là một nhóm được thành lập, với sự hỗ trợ của CIA, ba tuần trước Sự kiện Vịnh Con Lợn ngày 17 tháng 4 năm 1961 để "điều phối và chỉ đạo" các hoạt động của một nhóm khác được gọi là Mặt trận Cách mạng Dân chủ Cuba. Cả hai nhóm đều bao gồm những người Cuba lưu vong có mục tiêu lật đổ chính quyền cộng sản của Fidel Castro ở Cuba. José Miró Cardona, cựu Thủ tướng Cuba, là chủ tịch Hội đồng Cách mạng Cuba. Ban giám đốc bao gồm: Antonio de Varona, Justo Carrillo, Carlos Hevia, Antonio Maceo, Manuel Ray và Manuel Artime.
Biến cố Vịnh Con Lợn gây lúng túng và Miró Cardona, người có con trai tham gia lực lượng xâm lược, đã đổ lỗi cho CIA về thất bại này. Ông kết luận rằng CIA coi thường các nhóm kháng chiến ở Cuba, phớt lờ những nhóm bán quân sự dưới sự lãnh đạo của Manuel Ray và đánh lừa những phần tử Cuba lưu vong về vai trò của quân đội Mỹ trong biến cố này. Sau cuộc khủng hoảng tên lửa tháng 10 năm 1962, chính quyền Kennedy đành phải rút phần lớn sự hỗ trợ dành cho Hội đồng Cách mạng Cuba và các nhóm chiến binh lưu vong khác. Tháng 4 năm 1963, Miró Cardona từ chức chủ tịch CRC, tuyên bố rằng Kennedy đã chọn con đường chung sống hòa bình với chính phủ của Castro.
Năm 1961–1962, chi hội New Orleans của Hội đồng Cách mạng Cuba chiếm lĩnh một văn phòng tại Tòa nhà Newman ở số 544 Phố Camp. Đây chính là tòa nhà mà nhà hoạt động chống Castro và kẻ bị tố cáo có âm mưu ám sát John F. Kennedy là Guy Banister cũng ra lập văn phòng của riêng mình. Trong thời kỳ này, cộng sự của Banister tên gọi Sergio Arcacha Smith là "đại biểu chính thức" cho chi nhánh New Orleans của CRC.